# El Limón, San Luis Potosí
El Limón är en ort i Mexiko.   Den ligger i kommunen Lagunillas och delstaten San Luis Potosí, i den centrala delen av landet, 240 km norr om huvudstaden Mexico City. El Limón ligger 1 109 meter över havet och antalet invånare är 111.
Terrängen runt El Limón är kuperad. Runt El Limón är det glesbefolkat, med 9 invånare per kvadratkilometer. Närmaste större samhälle är Las Lagunitas, 14,1 km sydost om El Limón. I omgivningarna runt El Limón växer huvudsakligen savannskog.